# 恕妃
恕妃，完颜氏，家族漢姓為王氏、汪氏。滿洲镶红旗第五參領第十三佐领下人。轻车都尉兼参将哈丰阿之女，左都御史兼議政大臣杭奕祿之孫女，禮部侍郎兼佐領鄂哈之玄孫女。

## 生平
乾隆年間出生。乾隆五十一年的外八旗選秀中，被清高宗指定为嘉庆帝侧福晋，同年九月二十五日行納采禮。乾隆五十一年十二月初二日，其父哈丰阿時為山西汾州参将，由山西巡撫勒保代替哈丰阿上奏摺謝恩。實際上，時任嫡福晉喜塔蠟氏在前一年小產，身體愈發虛弱，高宗將出身世家、家世遠超喜塔臘氏的完顏氏指婚給仁宗作為側福晉，故推論將完顏氏指婚給仁宗的目的是在喜塔臘氏去世後，取代她的位置。最早在乾隆五十四年，最晚在乾隆五十七年，完颜氏薨逝。

## 死後追榮
嘉庆二年（1797年）四月二十二日，嘉庆帝谕内阁，追封潜邸侧福晋完颜氏为恕妃、格格关氏为简嫔、格格沈佳氏为逊嫔。恕妃的哥哥镶红旗满洲保明佐领下监生庆宝與簡嬪的弟弟拜唐阿愛保、遜嬪的親戚笔帖式福安一同呈上謝恩折。恕妃金棺暂安静安庄之傍所，嘉庆八年（1803年）十月十七日，恕妃金棺入葬昌陵妃园寝。

## 家族
恕妃家族譜系如下：
- 六世祖：蘇山，世居拉哈地方，國初來歸，授世管佐領。
- 五世祖：朱世奇，功封一等輕車都尉又一雲騎尉，曾任副都統。
- 高祖父：鄂哈，原任禮部侍郎兼佐領。
- 曾祖父：和碩色。
- 祖父：杭奕祿，三等輕車都尉兼工部左侍郎，曾任左都御史、議政大臣等職，一女為莊慎親王永瑺之嫡福晉[5]。
- 父：哈豐阿，三等輕車都尉兼山西參將。
- 前母：追封和碩莊親王弘普之第二女鄉君，雍正九年十二月二十五日出生，生母妾周氏，乾隆十年三月選王佳氏哈豐阿為婿，乾隆十五年十二月成婚，乾隆十六年七月二十四日午時去世，享年二十一歲。
- 兄弟：哥哥慶寶，監生出身；慶雲，曾任親軍，嘉慶二十一年四月十三日，因備選秀女內未註明親軍慶雲之女系恕妃之姪女，將承辦遺漏之固山貝子奕紹罰俸注抵[6]。
- 姐妹：莊襄親王綿課之嫡福晉[5]；和碩鄭獻親王濟爾哈朗之玄孫宗室慶聰之嫡妻[7]；鑲黃旗滿洲鈕祜祿氏庫圖隆阿之長子馬甲懷堂阿之妻，生於乾隆五十四年。

## 影视作品
- 電視劇

| 年份 | 劇名     | 演員 | 剧中姓名 | 劇中稱謂 |
| 2005 | 嘉慶皇帝 | 王晴 | 完颜氏   | 恕妃     |